# Madonna del Patrocinio (Wickert)
(Testamento di Caterina Prudenza Carloni in Giovanelli)
La Madonna del Patrocinio è una scultura in argento realizzata nel bienno 1652-1653 dal tedesco Andrea I Wickert ed è esposta a Gandino nel museo della basilica in una teca protetta da una inferriata nella sezione dedicata al tesoro della basilica

## Storia
La statua della Vergine riporta sul retro del manto la scritta: Raffael et Joseph Giovanelli-fratres Sese et omnem corum - prosteritatem sun protecione - B.V.M. Sanctissimi Rosarii - offerumt et dicanti. La scritta conferma che l'opera era stata commissionata dai nobili Giovanelli nelle persone di Raffaele e Giuseppe, e che avevano posto a protezione della famiglia la Madonna del Rosario, questo spiegherebbe l'intitolazione che fu data alla statua: Madonna del Patrocinio: L'iscrizione confermerebbe anche che il gruppo era stato commissionato ad uso domestico.
La statua fu donata alla chiesa di Santa Maria Assunta di Gandino nei primi decenni del XVIII secolo, grazie a un lascito testamentario della viennese Caterina Prudenza Carloni rogato nel 1723 e pubblicato dopo la sua morte nel 1730. La donna, era stata sposata in prime nozze con il gandinese Giovanni Battista Spampatti, e in seconde nozze con il nobile Giuseppe Giovanelli. Dal matrimonio era nata nel 1695 Maria Maddalena Antonia. La giovane era però morta per cause naturali alla tenera età di otto anni, fu proprio pochi giorni dopo la sua morte che Caterina espresse le sue volontà testamentarie.
La statua fu quindi posta sull'altare della Madonna del Rosario dopo la sua morte.

## Descrizione
La statua alta 63 cm. prende come modello la statua bronzea della Madonna con Bambino collocata nel 1623 in cima alla colonna in piazza Marienplatz di Monaco detta Patrona Bavariae protettrice della Baviera.
Il gruppo presenta un'elegante figura femminile, la Vergine, nel movimento plastico leggermente flesso. La figura, avvolta in un elegante manto, poggia su una mezza luna dorata, come nella tradizione gotica. Regge con la mano destra lo scettro di regina e sul capo una corona regale in oro. La donna volge lo sguardo al Bambino che tiene tra le braccia. Il Bambino compie un gesto benedicente e regge il globo culminante con la croce. 
Il retro della statua presenta una grande raggiera, probabilmente posta tempo dopo l'esecuzione dell'opera. Sulla raggiera vi è impresso il marchio dell'artigiano orafo esecutore. In un cerchio vi sono poste le iniziali AW. Andrea I Wickers (1600-1661) e la pigna simbolo della città  di Augusta.